# Matucana oreodoxa
Matucana oreodoxa är en kaktusväxtart som först beskrevs av Friedrich Ritter, och fick sitt nu gällande namn av Slaba. Matucana oreodoxa ingår i släktet Matucana och familjen kaktusväxter. Inga underarter finns listade i Catalogue of Life.

## Bildgalleri

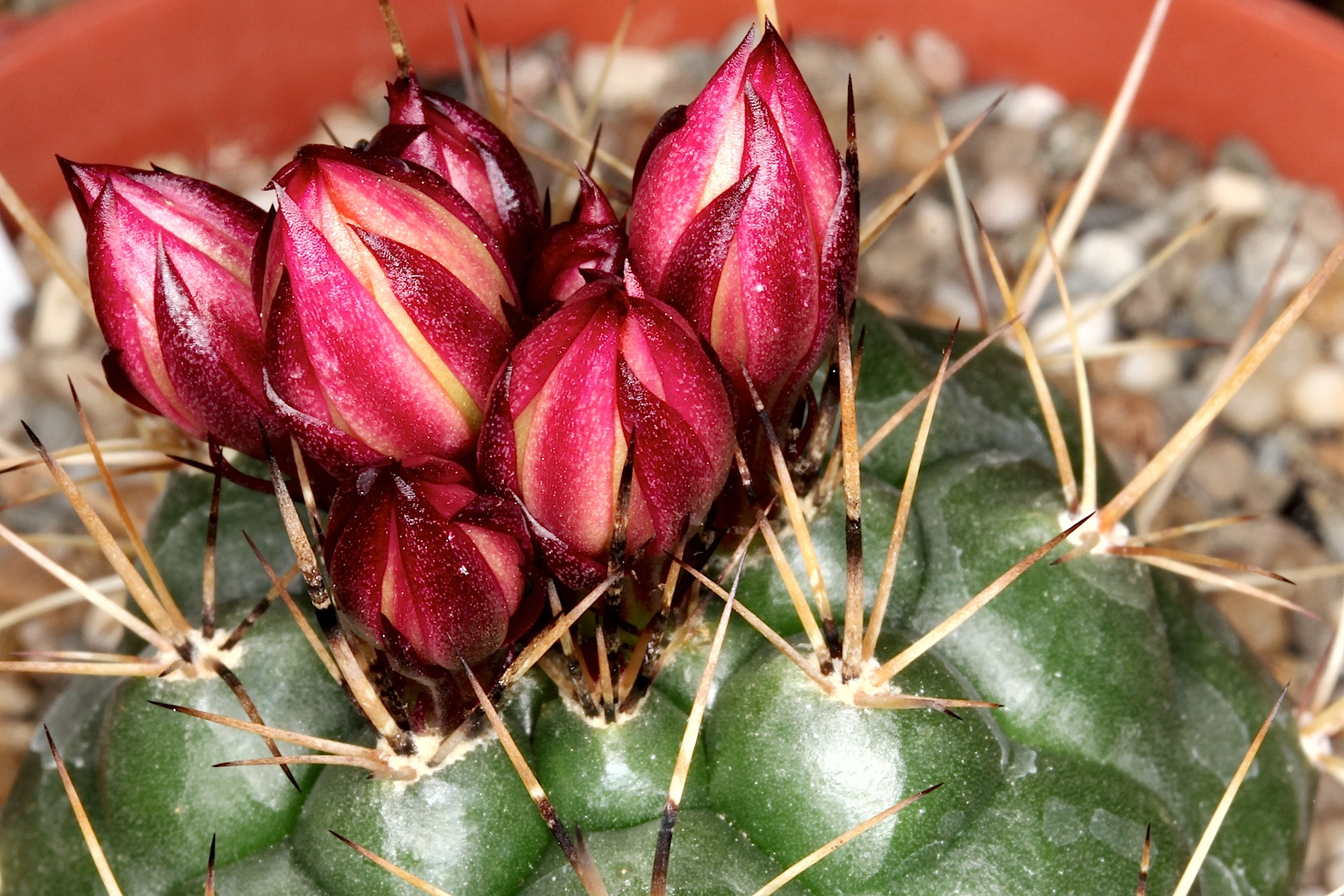
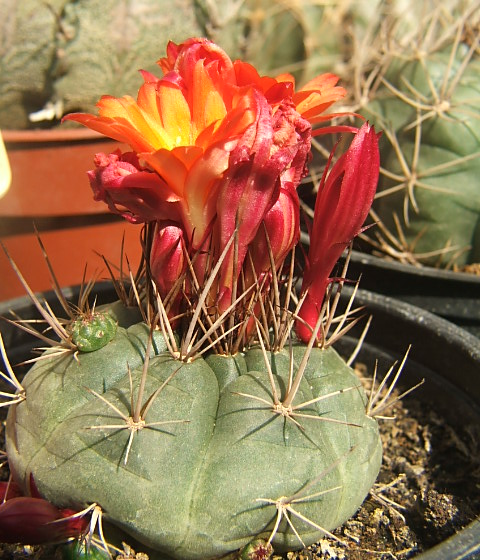